# 劉宇曜
劉宇曜（1573年—1611年），字叔定，號如健，陝西省西安府涇陽縣人，明朝政治人物。

## 生平
萬曆二十八年（1600年）庚子科陝西鄉試解元。萬曆三十八年（1610年）庚戌科第二甲第一十三名進士。授兵部觀政，次年卒。

## 家族
曾祖劉冲，贈資政大夫右都御史；祖劉騰，歲貢贈資政大夫右都御史；父劉四科，辛未進士兵部尚書兼右副都御史巡撫順天；母孔氏（累封夫人）。具慶下。兄宇旼（延綬保寧堡參將），弟宇暲（官生）。子繼業。